# Гейтоногамія
Гейтоногамія — (грец. Geiton — сусід і грец. gamos — шлюб) — запилення в межах однієї рослини в результаті перенесення пилку з квітки на квітку.

## Приклади
Гейтоногамія відома, наприклад, у моркви, під час цвітіння якої комахи повзають по всьому суцвіттю і переносять пилок, зібраний з тичинок однієї квітки, на приймочку маточки іншої квітки. При гейтоногамії у деяких рослин насіння іноді не утворюються.